# Rotovnik
Rotovnik je priimek več znanih Slovencev:
- Bojan Rotovnik, planinski in športni delavec, predsednik Planinske zveze Slovenije
- Boris Rotovnik (Boro) (1944-2004), arhitekt, scenograf
- Dolfi Rotovnik (*1937), alpinist, raziskovalec Grenlandije
- Jurij Rotovnik (1937-1996), rudar, jamar
- Mitja Rotovnik (*1942), politik in kulturni menedžer
- Martin Rotovnik (*1976), oblikovalec
- Nada Rotovnik Kozjek (*1963), zdravnica in športnica (tekačica, triatlonka ...)
- Oskar Rotovnik - Oki (*1947), slikar, obrtnik
- Tomaž Rotovnik, direktor visokotehnološkega podjetja
- Vlado Rotovnik, alpinist?